# Chica Ardilla
La Chica Ardilla (inglés: Squirrel Girl), alias Doreen Green, es una personaje ficticia que aparece en cómics estadounidenses publicados por Marvel Comics. Su primera aparición fue en Marvel Super-Heroes vol. 2, #8, también conocido como Marvel Super-Heroes Winter Special con portada fechada en enero de 1992, en una historia planeada y dibujada por Steve Ditko y con guion de Will Murray. Murray inicialmente creó al personaje con el deseo de escribir historias alegres, en contraste con los cuentos fuertemente dramáticos que eran la norma en los cómics convencionales en ese momento.
Ella tiene la capacidad de comunicarse con las ardillas, lo que le ha permitido derrotar a grandes supervillanos, ha sido miembro tanto de los Vengadores como de los Vengadores de los Grandes Lagos, y ha sido un personaje secundario recurrente en las historias de Luke Cage y Jessica Jones. También tuvo su propia serie en solitario, que divide su tiempo entre sus aventuras de superhéroes y su trabajo como estudiante universitaria.

## Historia de publicación

### Creación y desarrollo
Chica Ardilla fue creada por el escritor Will Murray y el artista Steve Ditko, haciendo su debut en "La llegada de... Chica Ardilla" en Marvel Super Heroes vol. 2, #8, a.k.a. Marvel Super-Heroes Winter Special (fecha de portada En. 1992). Ella le tiende una emboscada al superhéroe Iron Man, se une a él, y, después de que Iron Man es capturado, derrota al villano el Doctor Doom. La historia también presenta a su compañero ardilla, Monkey Joe.
Murray ha descrito desde la génesis del personaje;

En realidad he creado a Chica Ardilla en forma de guion sin ninguna entrada artista. Tom Morgan originalmente iba a dibujarla, pero cuando se retiró, le solicité a Ditko y lo conseguí. Ditko hizo un gran trabajo en traer a mi bebé a la vida. Inventó ese pincho en el nudillo. No estaba en el guion. Basé a Chica Ardilla irónicamente en una novia de hace mucho tiempo que leía cómics y estaba entre "criaturas"—animales salvajes de todo tipo. Coincidentemente, ella era un gran fan de Ditko. Creo que tuve la idea porque tenía un montón de ardillas corriendo por mi tejado y, a veces entraban por la ventana de mi habitación abierta y la inspiración llegó.

### Apariciones posteriores
Chica Ardilla apareció después en Marvel Year-In-Review'92, donde hizo una aparición de un panel en la sección Marvel 2099 del libro auto-satirizante, donde "Chica Ardilla: 2099" fue enumerada como una de "los 2099 libros que hemos casi descartado" como actuales futuros títulos. Más tarde, fue previsto que se uniría a los Nuevos Guerreros, pero el escritor Fabian Nicieza dejó Marvel antes de ir adelante con su plan. En 1997 Fleer-Skybox lanzó tarjetas basadas en los superhéroes de Marvel, una de las cuales era una versión mucho más madura de la Chica Ardilla.
Después de esto, ella no volvió a aparecer durante casi una década. Fue referida sólo una vez en los cómics durante ese tiempo: En Deadpool #7, el amigo/criada/figura materna/preso de Deadpool, el Ciego Al menciona accidentalmente que le puso "blanqueador en [Deadpool's] la ropa interior de Chica Ardilla."
En 2005, el escritor de cómics Dan Slott escribió una miniserie de cuatro números para el equipo de superhéroes Los Vengadores de los Grandes Lagos. Creado en 1989, este equipo estaba formado por héroes entusiastas con habilidades bizarras y casi, pero no del todo, inútiles. Han aparecido sólo un puñado de veces durante su historia de 16 años, sirviendo como alivio cómico. En conmemoración de la serie del equipo, se hicieron cambios en las rotaciones y el personaje Chica Ardilla fue revivido e incluido en el equipo. La miniserie satirizó las muertes en los cómics, y se anunció que un miembro del equipo iba a morir en cada edición. Después de que Chica Ardilla hizo un escándalo para asegurarse de que Monkey Joe sea un miembro oficial del equipo, fue asesinado en el tercer número.
Durante la historia toda la empresa de 2006 de Guerra Civil, Chica Ardilla y el resto del equipo luchó contra Deadpool en Cable & Deadpool #30. En 2007, ella y la recién renombrada "Iniciativa de los Grandes Lagos" otra vez apareció junto a Deadpool en el one-shot Deadpool/GLI Summer Fun Spectacular.
En el lanzamiento de septiembre de 2010 de Soy un vengador, una historia de 5 partes de Marvel Comics, Chica Ardilla aparece en la primera edición de una historia titulada "Bienvenida a casa Chica Ardilla". La premisa de la historia era simplemente Chica Ardilla viniendo a casa en Manhattan.
Chica Ardilla apareció como un personaje secundario de forma esporádica en la serie de 2010-2013 Nuevos Vengadores, desde la edición #7 (febrero de 2011) a través de su edición final #34 (enero de 2013). Ella no es un miembro del equipo, pero funciona como una niñera con superpoderes que cuida a la hija de Luke Cage y Jessica Jones mientras que al mismo tiempo asiste a la Universidad de Nueva York.

### La Invencible Chica Ardilla
El 6 de octubre de 2014, Marvel anunció que Squirrel Girl protagonizaría, por primera vez, su propia serie, La Invencible Chica Ardilla, escrita por Ryan North y dibujada por Erica Henderson. El primer número de la serie se publicó el 7 de enero de 2015. El título de la serie aludía a la inviable historia del personaje de derrotar a los villanos de Marvel de alto nivel, y su premisa central le da un giro a la idea, presentando a Squirrel Girl como "imbatible" porque siempre busca soluciones no violentas, haciéndose amiga de los villanos y ayudándolos a cambiar sus vidas, en lugar de luchar contra ellos.
La Invencible Chica Ardilla se publicó durante ocho números antes de reiniciarse en octubre de 2015 como parte de la marca All-New, All-Different Marvel con Chica Ardilla como parte de The New Avengers. La Invencible Chica Ardilla continuó como publicación mensual hasta noviembre de 2019, con un total de 58 números. Derek Charm asumió las funciones artísticas en mayo de 2018.
Las fuertes ventas comerciales en las ferias de libros escolares alentaron al equipo a desarrollar una novela gráfica original, The Unbeatable Squirrel Girl Beats Up The Marvel Universe!, lanzado en octubre de 2016. Mientras Henderson le dijo a The Hollywood Reporter que equilibrar la novela gráfica y la serie mensual "era casi demasiado trabajo", North expresó interés en otra novela gráfica y la calificó como "un desafío divertido".
A partir de 2017, Chica Ardilla apareció en U.S.Avengers, un título de reemplazo para The New Avengers.

#### Continuación del podcast
En abril de 2022, Marvel Entertainment y Sirius XM lanzaron Marvel's Squirrel Girl: The Unbeatable Radio Show, que es una serie de podcasts de seis episodios que actúa como una continuación directa de la serie de cómics. Está escrita por North, dirigida por Giovanna Sardelli y protagonizada por Milana Vayntrub como Chica Ardilla; la serie es producida por Radio Point. Además, North "escribió un vínculo cómico vertical completamente nuevo de 'Squirrel Girl'" que debutó en Marvel Unlimited.

## Biografía del personaje ficticio
Doreen Allene Green nació de Dorian y Maureen Green en Canadá. Cuando tenía 10 años, Doreen descubrió que podía comunicarse con las ardillas; sufrió una modificación en sus genes por razones desconocidas que le otorgaron habilidades similares a las de una ardilla, que se manifestaron predominantemente como una cola prensil. Cuando sus padres consultaron a un médico, se determinó que Doreen no era una mutante, aunque lo creyó durante mucho tiempo. Ella es vista por primera vez como Chica Ardilla emboscada a Iron Man en un bosque, con la esperanza de impresionar al veterano héroe y convertirse en su compañero. La joven de 15 años se presenta a sí misma y a su ardilla mascota, Monkey Joe, y muestra sus habilidades con temática de ardilla. Después de que ella rescata a Iron Man del Doctor Doom. Con la ayuda de una horda de ardillas, Iron Man afirma que, si bien es demasiado joven para luchar contra el crimen, él le dirá a los Vengadores una buena palabra cuando sea mayor.

### Vengadores de los Grandes Lagos
Años más tarde, tras haberse mudado a la ciudad de Nueva York, Doreen se encuentra con un grupo de miembros de Vengadores de los Grandes Lagos y se une al equipo de superhéroes. Chica Ardilla presenta cada edición de la miniserie del equipo, brindando una opinión sobre el contenido de la serie. Su compañero Monkey Joe también se une al equipo y también comenta sobre la serie. Más tarde, es asesinado por Leather Boy, un miembro rechazado de GLA que se disfrazó de Doctor Doom. Enfurecida por la muerte de su amigo, Chica Ardilla reúne a un ejército de ardillas para ayudar a detener al villano Maelstrom. Ella encuentra un nuevo compañero de ardilla durante esta batalla, el único de su ejército de ardillas que sobrevivió. Doreen la llama Tippy-Toe. Después de recibir una citación de los Vengadores y descubriendo que todos eran mutantes, el equipo decidió renombrarse a sí mismos como X-Men de los Grandes Lagos, con nuevos disfraces.
Durante el GLX-Mas Special, Chica Ardilla y Tippy-Toe derrotan a los supervillanos M.O.D.O.K., Terrax y Thanos. Después de derrotar a M.O.D.O.K., el agente de S.H.I.E.L.D., Dum Dum Dugan se ofrece a reclutarla, explicando que la organización la había estado observando durante algún tiempo. Doreen rechaza la oferta y dice que está contenta con los X-Men de los Grandes Lagos.
Después de ayudar a Thing a derrotar a Bi-Beast, Chica Ardilla fue invitada al torneo anual Superhéroes Poker Tournament y trajo al equipo con ella. Al final, Hombre Plano ganó el torneo con una escalera de color, superando a los cuatro patas de la Cosa. Después de desanimarse de usar los nombres de X-Men y Defensores por parte de los miembros de los equipos presentes en el torneo, y dado que Hombre Plano fue el campeón del torneo, el equipo se inspiró para renombrarse como Campeones de los Grandes Lagos, a pesar de las protestas del exmiembro del Campeones de Los Ángeles, Hércules.
Durante la historia de Guerra Civil, Chica Ardilla y el resto de los recién renombrados Campeones de los Grandes Lagos (que tomaron el nombre después de ganar el juego de póquer de Ben Grimm) se registran bajo la Ley de Registro de Superhéroes la mañana que la ley es promulgada. Sin embargo, el mercenario a sueldo Deadpool, intentó por error detenerlos por violar la Ley, solo para ser derrotado e informado de que ya se habían registrado. En virtud de la Ley de registro, Chica Ardilla sigue siendo miembro de la Iniciativa de los Grandes Lagos, nuevamente renombrada.
Chica Ardilla y el GLI, junto con Deadpool, son enviados a una misión para salvar a Dionisio después de que se cayó del Monte Olímpo y fue capturado por A.I.M., quien planeó usar sus poderes para causar inestabilidad mental en todos los superhéroes que consideran una amenaza. Después de su victoria, Chica Ardilla ayuda a Dionisio a Olimpo y a su propia cama a dormir. (Más tarde se revela que ella es una fanática del equipo de superhéroes Nuevos Guerreros, especialmente Robbie Baldwin, el héroe Speedball, de quien está enamorada, y los dos finalmente comparten un beso) Mientras buscaba viajar al pasado para evitar que Speedball se convirtiera en el héroe de la culpa Penitencia, Chica Ardilla convence al Doctor Doom para que le permita usar una máquina del tiempo. El dispositivo, en cambio, la lleva al año 2099, donde se encuentra con una versión alternativa y futura de Speedball, a quien intenta sin éxito regresar con ella a su día de hoy. También se encuentra con una versión futura de Sr. Immortal que la convence para que saque a Deadpool del equipo, lo que hace después de regresar a su propio tiempo.
Durante la trama de la Invasión Secreta, el equipo se enfrentó a un Skrull disfrazado de Saltamontes, con la ayuda de Gravedad y Catwalk. Más tarde parecieron dar la bienvenida a Gravedad como líder del equipo, después de que fue transferido a Wisconsin por Norman Osborn.
Después de derrotar a Fin Fang Foom y encontrar poco apoyo de sus compañeros de equipo en los Vengadores de los Grandes Lagos, a quienes nuevamente le han cambiado el nombre, a quienes ella cree que tienen la mayoría de su trabajo, ella abandona el grupo.

### Nuevos Vengadores
Cuando Luke Cage y Jessica Jones están buscando una niñera para su hija, contratan a Chica Ardilla. También se reveló en este punto que Doreen había tenido una vez una breve relación con Wolverine (en ese momento miembro de los Nuevos Vengadores), que no terminó felizmente.
Durante la historia de Spider-Island, Jessica Jones llama a Chica Ardilla sobre el estado de su hija, quien se da cuenta de que Danielle ganó poderes de araña.
Durante la historia de Fear Itself, Chica Ardilla corre a la mansión para recoger a Danielle mientras Nueva York es atacada por la Sociedad Thule. Al llegar a la mansión, ella logra proteger a Danielle mientras lucha contra los soldados de la Sociedad Thule, con la ayuda de Daredevil, y se retira al sótano para esconderse.
Más tarde ayuda a los Nuevos Vengadores a luchar contra los Revengadores, H.A.M.M.E.R., y los Vengadores Oscuros. Cuando Luke Cage y Jessica Jones dejaron el equipo, Chica Ardilla los siguió, ya que todavía era la niñera de Danielle.
Ella y Tippy Toe se han unido al equipo después de las Guerras Secretas.

### La Imbatible Chica Ardilla
Doreen comienza su carrera universitaria en la Universidad Empire State, especializándose en informática. Al llegar, termina luchando contra Kraven el Cazador, que estaba atacando a las ardillas locales, incluyendo a Tippy Toe, a quien atrapó y estaba a punto de matar. Ella logra detenerlo cuando le informa de la existencia de monstruos marinos como Giganto y lo desafía a cazarlos. Más tarde, descubre que Galactus se dirige a la Tierra para devorarla, y ella y Tippy-Toe se dirigen a la luna para detenerlo usando la armadura de Iron Man (que ella roba). Mientras se dirigen a la luna, terminan encontrando Whiplash, que confundió a Chica Ardilla con Iron Man, y lo derrotó. Ella y Tippy-Toe sorprendentemente se hacen amigos de Galactus en lugar de pelear con él, y luego le hablan de un planeta que podría sostenerlo incluso mejor que la Tierra. Este planeta carece de vida inteligente pero rico en nueces, por lo que Galactus ha desarrollado una nueva afición. Luego envía a los dos a casa, y abandona la Tierra para vivir otro día. Cuando regresa a casa, su compañera de cuarto, Nancy Whitehead, le dice que se ha dado cuenta de que es una superhéroe, pero promete no contárselo a nadie, las dos se hacen buenas amigas. Más tarde, Chica Ardilla y otros superhéroes derrotan a Mysterion, que estaba atacando la Isla de la Libertad con un ejército de dinosaurios robot. Poco después, al intentar parar a Hipopótamo de robar un banco, conoce a Chipmunk Hunk y Koi Boi, quienes tienen la capacidad de hablar con diferentes animales. Nancy le revela sus identidades secretas (Tomas Lara-Pérez y Ken Shiga, respectivamente) a ella, ya que ella fácilmente los reconoció bajo sus máscaras. Más tarde, se encuentran con un monstruoso dios ardilla asgardiana, Ratatoskr, que había estado causando un caos en la ciudad al hablar mal de sus ciudadanos mientras dormían, pero fue derrotado con la ayuda de Loki y el actual y ex Thor.
Durante su segundo año universitario, Doreen y Nancy se encuentran con un Drenaje Cerebral y derrotarlo rápidamente debido a su tecnología extremadamente obsoleta y fallas de diseño cruciales. Al darse cuenta de que no tenía opción sobre sus malas acciones debido a su programación, Doreen y Nancy actualizaron su tecnología a los estándares modernos. Cuando se despierta, Drenaje Cerebra revela que tenía la intención de reformar y termina por inscribirse en ESU para tomar cursos de informática. Más tarde, ella y sus compañeros de clase son enviados de vuelta a la década de 1960 por su compañero de estudios Cody (quien los envió lejos del tiempo presente para curvar su calificación). Nancy, la única persona que recuerda la existencia de Doreen, regresa para rescatarla junto con una versión anterior de Doctor Doom, quien luego se entera de que conquistará el mundo con éxito gracias a una copia de Wikipedia en el teléfono de Nancy. En el día presente, Cody se despierta con una distopía de Doctor Doom y regresa a la década de 1960 con un Doreen mayor y futuro para ayudar a combatir a Doom. Doreen derrota a Doom utilizando repetidamente la máquina del tiempo de Cody para enviarse un día antes de la pelea, creando un pequeño ejército de Chicas Ardillas que atacan a Doom y lo obliga a rendirse. Doreen y los estudiantes son enviados de vuelta al presente, mientras que Doreen se queda atrás y continúa incumpliendo los planes de Doom. Uno de los Doombots logra sobrevivir y se obsesiona con vivir una vida humana "normal". Más tarde termina contratando y luego enfrentándose a Gwenpool en un intento por eliminar a un grupo de alienígenas que la están cazando del planeta. Después de cambiar sus planes al decidir que Gwen es la amenaza más grande, trata de unirse con los alienígenas y destruirla. Esto es contraproducente y ella lo obliga a luchar contra los alienígenas amenazando a sus amables vecinos ancianos. Él capitula y, para su horror, obtiene el mérito de destruir a los extraterrestres y se convierte en una sensación mediática, ya que todos se preguntan qué actos heroicos hará a continuación, arruinando su vida idealista y normal.
Más tarde, ella se pone celosa cuando su enamorado, Chipmunk Hunk, comienza a salir con alguien. Nancy, Tippy Toe y Koi Boi la ayudan a configurar un perfil de citas en línea, lo que conduce a muchas citas fallidas, una de las cuales termina con un encuentro con el Hombre Topo, quien se enoja por cómo las sugerencias anteriores de Doreen a Kraven han afectado su hogar. Doreen se disculpa con él y los dos tienen una conversación sobre su situación, lo que lleva al hombre topo a proponerle a Doreen en el acto y una serie de planes de seguimiento para que Doreen tenga una cita con él. Él amenaza con enterrar una serie de puntos de referencia en todo el mundo si ella no sale con él, y después de que Nancy está casi secuestrada por él y rodeada por los medios de comunicación, va a enfrentarse a Mole Man solo para descubrir que Tricephalous está enamorado de él. Doreen deja que la bestia la derrote para cortejar a Mole Man y sacarlo de su espalda para siempre, y decide que las citas no son adecuadas para ella en el momento después de ver que la novia de Chipmunk Hunk es una buena opción para él.
La Chica Ardilla también tenía una versión alternativa de sí misma debido a los viajes en el tiempo que circulaban durante décadas interfiriendo en los planes del doctor Doom. Como resultado, lanzó un A.I Doombot que eventualmente se convirtió en el enemigo de Gwenpool, Vincent Doonan. Más tarde se reconcilian y ante la insistencia de Gwen, incluso deja que Chica Ardilla lo examine para su clase de informática. Luego sigue a Gwenpool al Infierno para rescatar a su hermano Teddy Poole y ellos derrotan a Mephisto. Mientras que allí, aunque Gwen señala que en el universo Marvel, el diablo es muy real y punible, sugiriendo que los héroes deberían hacerlo todo el tiempo confundiendo a Chica Ardilla. Gwen, se está quedando sin páginas, deja que Teddy regrese a la Tierra con ella y sale corriendo para hacer otras cosas antes de que su cómic llegue a su fin. 
Se crea otra versión alternativa de la Chica Ardilla cuando Doreen cae en una pieza de tecnología que Tony Stark había obtenido del Alto Evolucionador; el clon recibe el sobrenombre de Allene y es como Doreen en casi todos los sentidos, excepto que carece de la moderación y la empatía que definen en gran medida la carrera de Doreen como superheroína. Allene se esfuerza por crear un mundo donde las ardillas sean la especie dominante, enviando un ejército de ardillas al dispositivo de clonación para librarlos de su restricción y encarcelando a todos los superhéroes que se interponen en su camino en la Zona Negativa. Cuando Doreen hace su último esfuerzo para apelar a la humanidad de Allene, Allene destierra a Doreen a la luna, donde una Doreen moribunda convoca al Martillo de Thor, Mjolnir, convirtiéndose en Ardilla Thor. Después de liberar a todos los héroes de la Zona Negativa, Doreen renuncia a Mjolnir y Allene voluntariamente se destierra a ella y a su ejército de ardillas a la Zona Negativa, donde le dan forma a la utopía centrada en las ardillas que se había esforzado por crear en primer lugar. Doreen y sus amigos irían a visitar a Allene en la Zona Negativa en ocasiones posteriores.
Chica Ardilla luego se convierte en miembro de los Vengadores de los Estados Unidos. Más tarde recibe a una rica benefactora en Melissa Morbeck, una mujer que puede hablar con los animales que le da a Doreen un nuevo traje de "ardilla voladora". Sin embargo, rápidamente se revela que Morbeck es un supervillano que utiliza la tecnología para ejercer un control sádico sobre los animales y desata un ejército de insectos y animales salvajes en la ciudad, disfrazando a uno de sus secuaces animales como Doctor Doom. Mientras Chica Ardilla, Chipmunk Hunk y Koi Boi someten al ejército de animales, Nancy y Mary activan un pulso electromagnético para desactivar el control de Morbeck sobre los animales, lo que lleva a su arresto. Historias posteriores ven a la Chica Ardilla viajando a la Tierra Salvaje y el espacio exterior, donde choca con Loki, Drax el Destructor y Silver Surfer. Después de que ella regresa a casa, un enfrentamiento con un criminal de poca monta que transmite en vivo envía inadvertidamente a Doreen y Nancy al hipertiempo, donde pasan el próximo fin de semana envejeciendo juntas mientras eliminan el crimen en la ciudad, toman varios pasatiempos y eventualmente desarrollan la tecnología para enviarse de vuelta al tiempo regular, pero no antes de escribir una nota a su yo más joven. Luego vuelven a sus edades normales y pierden todo recuerdo de su vida en el hipertiempo, con solo la nota para recordarlo.
Mientras visita a Allene en la Zona Negativa, Loki convoca a Chica Ardilla para ayudar a luchar contra los Gigantes de Hielo en la Guerra de los Reinos. Allí, una vez más se encuentra con Ratatoskr, con quien choca, pero eventualmente forma una alianza poco probable, aunque incómoda. Posteriormente, Melissa Morbeck regresa con una alianza de supervillanos (incluidos Doctor Doom, M.O.D.O.K., Líder y Whiplash) para vengarse de Chica Ardilla: secuestrar Brain Drain, robar la armadura de Iron Man, atacar el apartamento de Doreen y finalmente filtrar públicamente su identidad secreta. Varios héroes y villanos de todo el Universo Marvel vienen en ayuda de Chica Ardilla, incluidos Kraven el Cazador, Ratatoskr, Rhino, Hombre Topo, Tony Stark y, finalmente, Galactus, quien usa el poder cósmico para teletransportarse a Morbeck y sus aliados y devolverle a Stark su armadura. Posteriormente, Stark transmite públicamente un video que celebra los diversos logros de Chica Ardilla.

### El Imbatible Programa de Radio Chica Ardilla!
A raíz del ataque a su apartamento y su identidad secreta filtrada, Chica Ardilla presenta un programa de Radio AM donde responde preguntas sobre cómo es ser un superhéroe. A ella se unen sus amigos Tippy T. Ardilla, Nancy Whitehead, Koi Boi, Chipmunk Hunk y Brain Drain.

## Poderes, habilidades y equipo
Durante el primer encuentro de Chica Ardilla con Iron Man, ella proporcionó una demostración detallada de sus poderes y habilidades: una cola peluda y prensil de aproximadamente 3 a 4 pies de largo, grandes dientes lo suficientemente fuertes como para masticar madera, y una fuerza y una agilidad sobrehumanas que le permiten saltar fácilmente entre los árboles. Sus dedos tienen garras afiladas que la ayudan a escalar, y posee "púas de nudillos" retráctiles de aproximadamente 2-3 pulgadas de largo en cada mano. Lo más importante es que ella puede comunicarse con las ardillas y comprenderlas, pero no se comunica telepáticamente con las ardillas. Las ardillas también se han descrito como si la entendieran cuando habla en inglés.
Las apariciones posteriores han revelado habilidades adicionales que posee Chica Ardilla, incluidos los reflejos intensos (que ella denomina "ardilidad") y la visión (se ha visto que sus ojos se iluminan de rojo en situaciones de poca luz) y en ocasiones también ha mostrado un sentido mejorado de oler. Chica Ardilla también ha revelado que sus labios saben a avellanas, aunque este atributo ya ha sido retomado por el escritor Ryan North, Unbeatable Squirrel Girl. También es una excelente combatiente mano a mano capaz de derrotar a Wolverine en una pelea de uno a uno sin garras.
Chica Ardilla lleva un cinturón de utilidades que comprende múltiples bolsas que contienen nueces como bocadillos para dar a sus amigos ardillas. Estos son conocidos, para mucho efecto cómico, como sus "sacos de nueces". Originalmente fue desconocido si las marcas negras alrededor de sus ojos son el resultado de la mutación, o están cosméticamente aplicadas para mejorar su apariencia de temática ardilla (aunque no parecen correrse si está llorando). En Nuevos Vengadores Annual #1, ella aparece en ropa informal sin estas marcas.
Chica Ardilla también aparece llevando un juego completo de "tarjetas de batalla de Iron Man vs. Series", que ella utiliza para mostrarle a Dum Dum Dugan cómo ella lo conoce (ella menciona que Dugan tiene un "nivel de defensa de 8", el suyo es de 6, si bien el sistema de clasificación queda poco claro). Después de que MODOK es señalado por ella, ella consulta la propia tarjeta del supervillano para confirmar sus habilidades. La impresión en las dos tarjetas mostradas (la de Dugan y la de MODOK) es en realidad un galimatías.
En GLX-Mas Special, se la ve volando un pequeño girocóptero llamado "Ardillóptero" y menciona que era un regalo de compañera de la GLI Gran Bertha. Este reaparece en Deadpool/GLI Summer Fun Spectacular, utilizado como una forma de infiltrarse en el castillo del Doctor Doom. La primera versión fue un girocóptero estándar, mientras que más tarde se muestra como un helicóptero de superhéroe más estilizado (incluyendo carrocería al estilo ardilla). Chica Ardilla aparece como poder volar la nave expertamente, incluso mediante las defensas antiaéreas que rodean el Latveria, acreditando la capacidad de ella "agilidad ardilla".
En The Unbeatable Squirrel Girl, también obtiene temporalmente un conjunto de armaduras basado en piezas de la armadura modular de Iron Man que se remodela para adaptarse a ella, incluida su cola. La misma serie también retona su estado como mutante, y señala que sus poderes son el resultado de un "algo" no especificado relacionado con su ARN o ADN, y que ella es "médicamente y legalmente distinta de ser una mutante".

## Otros personajes relacionados
Antes de su primera carrera en solitario, el elenco secundario de Chica Ardilla se limitaba principalmente a sus ardillas mascotas, mientras que ella misma solía actuar como personaje secundario de otros héroes, sobre todo Iron Man, Danielle Cage, Spider-Man,y, por supuesto, los Vengadores de los Grandes Lagos.Desde entonces, se ha profundizado en su vida personal y ha acumulado un elenco bastante impresionante.

### Reparto
- Dorian "Dor" Green: padre de Doreen
- Maureen Green: madre de Doreen
- Nancy Whitehead: compañera de cuarto de Doreen en la universidad y confidente cercana que ocasionalmente la ayuda a luchar contra los supervillanos.
- Tomas Lara-Perez / Chipmunk Hunk: Un joven que desarrolló poderes relacionados con las ardillas listadas y abrazó su alter ego luego de un encuentro con Doreen. A pesar de que Doreen está enamorada de él, comienza a salir con Mary Mahajan.
- Ken Shiga / Koi Boi: Un compañero luchador contra el crimen con habilidades acuáticas y socio de Tomas. Es una persona trans.
- Mary Mahajan: Estudiante de ingeniería y partidaria de Squirrel Girl que está saliendo con Tomas.
- Werner Schmidt / Brain Drayne: Un ex villano con tecnología obsoleta que Doreen y Nancy actualizan y decide cambiar su vida para mejor.

### Enemigos
- Melissa Morbeck: Una filántropa que secretamente quiere gobernar el mundo mediante el control de los animales. Básicamente, se convierte en la archienemiga de Chica Ardilla y en un momento roba uno de los trajes de Iron Man, tomando el nombre de Anillo de Hierro.
- Ratatoskr: La criatura asgardiana del mismo nombre que se liberó de su trabajo para causar estragos.
- Shannon Sugarbaker: Una rica fanática del cosplay que caza animales antropomórficos.
- Kraven el Cazador: Generalmente un enemigo de Spider-Man, Chica Ardilla se ha cruzado con el famoso cazador en numerosas ocasiones, aunque ocasionalmente forman equipo.
- Allene Green / Chica Ardilla: Uno de los muchos clones numerosos de Chica Ardilla creados por Alto Evolucionador con los que Doreen se hizo amiga inicialmente. Le da la espalda a la humanidad e intenta hacer de las ardillas la especie dominante.
- M.O.D.O.K.: Un enemigo frecuente de muchos héroes del Universo Marvel. Doreen lo enfrentó en ocasiones.
- Ms. Quizzler: Una villana única que está obsesionada con los acertijos. Finalmente, ella fue convencida al dejar de ser villana por Doreen.
- Doctor Doom: El archienemigo de Los 4 Fantásticos. El se convirtió en enemigo de Doreen, tras su humillante derrota a manos de ella.

## Victorias
Después de su derrota del Doctor Doom, una broma en curso representa a Chica Ardilla reiteradamente alcanzando la victoria sobre varios villanos, algunos de los cuales son considerablemente más poderosos que ella. Por lo general, estas victorias se producen fuera de panel, aunque algunas, como sus batallas con Deadpool, MODOK y Wolverine, son mostradas totalmente. Deadpool, después de haber sido derrotado por ella dos veces, considera que Chica Ardilla que es uno de los poderes más importantes del Universo Marvel, comparándola con Iron Man y Thor.
Las victorias de Chica Ardilla a menudo resultan de un exceso de confianza de su oponente (Doom, MODOK), la debilidad de una pelea anterior (Deadpool), o el uso creativo de sus poderes. En su mayor parte, ella vence a sus oponentes a través del uso de su ingenio. Mientras visitaba a unos amigos ardillas en el Parque Central, Chica Ardilla se encontró peleando con Bestia. Ella le dijo a las ardillas que recuperaran la basura más apestosa que encontraran y la colocaran alrededor de los combatientes, resultando en que todos tengan que taparse la nariz. Bestia tuvo que usar ambas manos para taparse sus narices, dejándose a sí mismo indefenso.
La derrota de Chica Ardilla de Thanos es ambigua. Uatu estuvo presente en la batalla y afirmó que Chica Ardilla derrotó al genuino Thanos y no un clon o copia. Thanos ha revelado desde entonces que él ha perfeccionado un medio para crear clones de sí mismo que podía engañar incluso a "el más cósmico de los seres." Sumándose a la ambigüedad está el hecho de que la revelación viene de la mente de un clon cuya memoria había sido alterada.
Hasta ahora, la Chica Ardilla ha derrotado a:
- Doctor Doom[52]
- Machete[47]
- Mandarín[49]
- Giganto[49]
- MODOK[49]
- Thanos[49]
- Terrax[49]
- Voz de Ojos Saltones[4]
- Bi-Bestia[17]
- Deadpool[55]
- Plutón[56]
- Whiplash
- Fin Fang Foom
- Barón Mordo
- Korvac
- Ego el Planeta Viviente
- Wolverine[46]

## Ardillas
Chica Ardilla siempre está acompañada por una o más ardillas. Dos de ellas, Monkey Joe y más tarde su sucesor Tippy-Toe, han sido sus compañeros constantes. Ante su insistencia, cada uno ha sido aceptado como miembro pleno de los Vengadores de los Grandes Lagos.
Además de Monkey Joe y Tippy Toe, Chica Ardilla nombró a varias otras ardillas en Los Vengadores de los Grandes Lagos #4. Slippy Pete, Mr. Freckle, y Nutso se presumen muertos; fueron absorbidos por la singularidad creada por Maelstrom.

### Monkey Joe
Monkey Joe apareció en la aparición original de Chica Ardilla en Marvel Super-Heroes Special vol. 2 #8, y los cuatro números de la miniserie Los Vengadores de los Grandes Lagos.
El libro en rústica comercial de la miniserie Los Vengadores de los Grandes Lagos contiene una dedicatoria a la memoria de Monkey Joe: "Monkey Joe 1992-2005. Amaba las nueces. Lo vamos a extrañar."
Junto a Chica Ardilla, Monkey Joe la ayudó a derrotar al Doctor Doom. Después de este logro notable, el dúo desapareció durante algún tiempo. En 2005, la Chica Ardilla y Monkey Joe surgieron de la oscuridad y se unieron a Los Vengadores de los Grandes Lagos durante la miniserie escrita por Dan Slott. Poco después de que se unieron, Monkey Joe conoció su muerte, al parecer a manos del Doctor Doom. Sin embargo, se reveló que el Chico de Cuero, un exmiembro de los GLA que había sido rechazado por el equipo debido a su falta de poderes, envió a la ardilla mientras estaba vestido en una variación del traje del Doctor Doom. La muerte de Monkey Joe era parte de la promesa de la serie que un miembro de los GLA moriría en cada número de la miniserie, en una parodia de las muertes en los cómics.
Monkey Joe era más listo que una ardilla promedio; él incluso mostró ser hábil en el uso de los ordenadores. Monkey Joe sirvió como comentarista sardónico en la miniserie Los Vengadores de los Grandes Lagos, apareciendo junto a los títulos de las historias con carteles con comentarios humorísticos, (a menudo sarcásticos) sobre los hechos. Después de su muerte, el círculo de narrador mostró a un difunto Monkey Joe, con moscas girando alrededor del cadáver. Vuelve a aparecer en el círculo de narrador, poseía una aureola.
Cuando el Hombre Puerta visitó el más allá, conoció a Monkey Joe, que estaba jugando a las cartas con el resto de los miembros caídos de los GLA.

### Tippy-Toe
Después de la muerte de Monkey Joe, Chica Ardilla encontró un nuevo compañero, una ardilla hembra a la que llamó Tippy-Toe y provió de un lazo rosado. Tippy-Toe replica el papel de Monkey Joe como ayudante de Chica Ardilla casi igual. Aunque aparentemente es menos inteligente que Monkey Joe, Tippy-Toe de hecho, puede ser más lista de lo que deja ver y ha demostrado su valía en poco tiempo.
Un miembro del ejército ardilla convocado por Chica Ardilla que se une a la lucha contra Maelstrom y la Brigada de Batroc, Tippy-Toe fue la única ardilla que Doreen fue capaz de salvar del dispositivo de crujido cósmico de Maelstrom. Chica Ardilla también consideró brevemente el nombre Monkey Joe 2 para ella.
Tippy-Toe acompañó y ayudó a Chica Ardilla en derrotar a MODOK y Thanos (rascó la cara de MODOK, entonces entró en su exo-silla y la desactivó). Chica Ardilla dejó a Tippy-Toe detrás cuando fue a luchar contra Terrax, y la ardilla fue atacada por Mortífero, que buscaba venganza por haber sido varado en la Tierra y atrapado en forma de ardilla. Sin embargo, Tippy-Toe logró engañar a Mortífero y derrotarlo. Durante la historia de la Guerra Civil Tippy-Toe se unió a los Campeones de los Grandes Lagos al ponerse del lado del grupo pro-registro superhumano de Iron Man.
Tippy-Toe es capaz de entender los comentarios de su compañera de equipo, quejándose cuando el Portero la descarta como una compañera viable para una misión. También ha sido vista usando herramientas que una ardilla normalmente no sería capaz de utilizar tales como ser capaz de manejar un destornillador y operar una licuadora de la que Mr. Inmortal se queja con Chica Ardilla debido a que Tippy-Toe hace batidos de bellota que mantiene comprometiendo a la máquina.

## Otras versiones

### Marvel Zombies
Aparece en Marvel Zombies: Evil Evolution donde una Chica Ardilla zombie junto a su "Ardillóptero". La cabeza decapitada zombie de Mr. Fantástico comenta con humor, "¿Hay una Chica Ardilla zombi? ¡Eso sí da miedo!"
Su segunda aparición fue en Marvel Zombies Halloween donde aparece junto a un equipo de jóvenes héroes zombis en busca de carne.

### Avengers vs. X-Men
Chica Ardilla hace una aparición no-canon en una historia extra de Avengers vs. X-Men: Versus #6. Aquí se muestra imitando a Pixie en un juego semejante a Heroclix donde los juguetes están basados en varios superhéroes. Cosa entra, deteniendo el juego para revelar que las estatuillas en realidad pertenecen al Amo de las Marionetas y están hechas de su Barro de Control Mental. El día siguiente, Chica Ardilla y Pixie leen en el Daily Bugle que el enfrentamiento entre los Vengadores y la Patrulla X se ha producido y ha sido reflejo de los resultados de su juego, en broma dando a entender que fueron la causa de la disputa.

## En otros medios

### Televisión
- Chica Ardilla hizo una breve aparición (en un traje modificado) en la serie de dibujos animados de 2006 de los Cuatro Fantásticos, con la voz de Rebecca Shoichet. En el episodio titulado "La Cura." En el episodio, la Cosa ha sido "curado" de su condición, y el equipo estaba haciendo audiciones para reemplazos potenciales (incluyendo Hombre Plano, Tornado Tejano, Capitán Ultra, y la ganadora eventual Hulka). La audición de Chica Ardilla consistía en ella deslizándose hacia el centro del área de audición y gritando, "¡Ta-rán!", con sus ardillas acompañándola y llenando la mesa en la que los Cuatro Fantásticos se encontraban. Ella fue inmediatamente rechazada.[60]
- Chica Ardilla aparece en la tercera temporada de la serie animada, Ultimate Spider-Man: Red de Guerreros, con la voz de Misty Lee.[61]
  - En el episodio 3, "El Agente Venom", se la puede ver como uno de los jóvenes superhéroes que S.H.I.E.L.D. está monitoreando.
  - En el episodio 5, "La Nueva Araña de Hierro", solo aparece de cameo al admirar a Spider-Man que no le ofreció la oferta de decirle de estar en S.H.I.E.L.D. después de enfrentarse a Juggernaut con su ejército de ardillas. Sus ardillas principales son Tippy-Toe, Monkey Joe y Mr. Libesman que también aparecen.
  - En el episodio 15, "Academia S.H.I.E.L.D." cuando ya se une a Spider-Man y con su equipo de Nuevos Guerreros (posiblemente Fury la reclutó) y hace en un entrenamiento de héroes en el Triskelion.
  - En el episodio 17 (Navidad), "Pesadilla en las Fiestas", aparece en la academia S.H.I.E.L.D. cuando Spider-Man la ve durmiendo e hibernando con sus ardillas durante el frío, diciéndole a Spider-Man donde está el equipo, sin completar las palabras.
  - En el episodio 19, "En busca de burritos", cuando ella acompaña a Spider-Man y Power Man a conseguir burritos a estas horas de la noche, tiene que lidiar con algunos villanos como Batroc el Saltador, Shocker, Boomerang y Grizzly y otras personas que son hipnotizadas por Mesmero, incluyéndola a ella, luego ser libre por Spider-Man, derrotan a Mesmero al liberarlos antes del amanecer.
  - En el episodio 20, "Inhumanidad", solo aparece en la clase y cuando observa la ciudad Attilan de los Inhumanos en planear la guerra contra la humanidad.
  - En el episodio 21, "El Ataque de los Sintezoides", ella es sustituida junto a sus ardillas, por los sintezoides de Arnim Zola.
  - En el episodio 22, "La Venganza de Arnim Zola", es rescatada junto a los otros por Spider-Man, el Agente Venom y Rhino.
  - En los episodios 23, 24, 25 y 26, "Concurso de Campeones, partes 1, 2, 3 y 4", aparece como cameo al ser encapsulado por el Gran Maestro y junto a sus compañeros héroes, también con los Vengadores y los Agentes de S.M.A.S.H., al ser liberados.
- Regresa en la cuarta temporada como Ultimate Spider-Man vs. Los 6 Siniestros:
  - En el episodio 2, "El ataque de HYDRA, parte 2", ella fue capturada junto a sus compañeros por HYDRA, hasta ser salvada por Spider-Man y la Araña Escarlata.
  - En el episodio 5, "Lagartos", fue infectada con sus ardillas por el Dr. Connors siendo de nuevo el Lagarto, convirtiéndose en monstruos lagartos, hasta que Spider-Man puso la cura en la ventilación, curándolos.
  - En el episodio 9, "Fuerzas de la Naturaleza", aparece junto a Tritón, Capa y Daga, pidiéndole a Spider-Man unos consejos.
  - En el episodio 10, "Los Nuevos 6 Siniestros, Parte 1", aparece al defender el Triskelion del ataque de los nuevos 6 Siniestros.
  - En el episodio 11, "Los Nuevos 6 Siniestros, Parte 2", aparece en las imágenes de Ock, que ella y sus amigos derrotan a los 6 Siniestros, junto con Araña de Hierro y Chico Arácnido, cuando el Hombre de Arena salva la cápsula de escape, donde están Spider-Man y la Tía May.
  - En el episodio 12, "La Agente Web", aparece en su día libre del Triskelion en la playa del Hombre de Arena con el equipo y se la ve volando cometas en la playa con varias ardillas, antes de encontrar a Nova herido al llegar.
  - En el episodio 23, "Los Destructores de Arañas, Parte 3", aparece cuando ella, Puño de Hierro y Power Man atacan a los Spider-Slayers al saber que Nova atacó a Araña Escarlata porque fue el espía del Doctor Octopus que puso en peligro a la academia SHIELD y la tía May de Spider-Man, en no confiar en él. Cuando el Triskelion está en encierro y encuentran a Araña de Hierro, Power Man, Puño de Hierro y Nova inconscientes. Ella va con Spider-Man, Agente Venom, Araña Escarlata, Chico Arácnido y Spider-Woman a investigar pistas sobre un intruso, sacando a sus 3 ardillas al oler sus marcas de la consola, creyendo que serían de Araña Escarlata solo al sacarle una bolsa de bocadillos, pero descubren que es el clon de Spider-Man llamado Kaine, que ataca a la Red de Guerreros al drenar su energía, incluyéndola a ella.
  - En la final de dos partes de "Día de Graduación", Chica Ardilla se une a sus compañeros héroes para ayudar a Spider-Man a proteger a la Tía May y derrotar a los miembros de los Seis Siniestros, Kraven el cazador y el Buitre, aunque es parte de la trampa que el Doctor Octopus estableció para capturar a todos los héroes en un escudo que se contrae. Después de ser liberada, Chica Ardilla se gradúa de la Academia S.H.I.E.L.D. junto a sus amigos.

### Película
- Chica Ardilla aparece en Marvel Rising: Secret Warriors, con la voz de Florencia Bario.[62]

### Videojuegos
- Chica Ardilla es un personaje jugable en los juegos Marvel Super Hero Squad: Comic Combat,[63] Marvel Super Hero Squad Online,[64] Marvel Heroes,[65][66] y Lego Marvel Super Heroes,[67] con la voz de Tara Strong
- Chica Ardilla es un personaje reclutable en el juego de Facebook, Marvel: Avengers Alliance.[68]
- Chica Ardilla es un personaje jugable en el videojuego de 2016 Lego Marvel Avengers,[69] con la voz de Misty Lee.[61]
- Chica Ardilla aparece como un personaje jugable en Marvel Future Fight.[70]
- Chica Ardilla aparece en el DLC Marvel's Women of Power para Pinball FX 2.[71]
- Chica Ardilla aparece como un personaje seleccionable en Marvel Puzzle Quest.[72]
- Chica Ardilla aparece como un personaje jugable en Marvel: Contest of Champions.[73]
- Chica Ardilla es una carta jugable en el juego de cartas Marvel Snap

### Juguetes
- Chica Ardilla es una de las miniaturas coleccionables en el set Heroclix del Capitán América que fue lanzado en julio de 2011.[74]

### Tarjetas de colección
- Una tarjeta coleccionable oficial de Chica Ardilla, que muestra una versión mucho más madura del personaje y dibujada por Joe Quesada, fue lanzada por Fleer-Skybox en 1997.[5]
- El "Juego de Cartas Coleccionables del Universo Marvel" oficial también incluía una tarjeta de Chica Ardilla.[75]

## Recepción
El escritor Brian Michael Bendis ha mencionado la popularidad que ella tiene entre otros escritores y la decisión unánime de tenerla como el papel de la niñera en "Nuevos Vengadores". Después de anunciar el papel del personaje en el panel del 2010 Comic-Con, Bendis describió la reacción del público citando "...era tan ruidoso, los aplausos continuaron durante tanto... el lugar se volvió loco durante un tiempo". Luego pasó a describir los aplausos como comparables a Stan Lee entrando en la habitación.
El cocreador Will Murray ha mostrado interés en volver al personaje citando "...He estado pensando en lanzarle a Marvel un proyecto de Chica Ardilla. Ha derrotado a la mayoría de los principales super villanos de Marvel. Es hora de conocer a su desafío en el Pistacho Supremo". El anterior editor en jefe de Marvel Joe Quesada también ha mostrado el mismo interés en broma diciendo "Siempre he querido hacer una miniserie de Chica Ardilla o un evento de Chica Ardilla – "¡Chica Ardilla Destruye Tus Nueces!" [se ríe] No he sido capaz de venderlo en todavía, pero sigo intentando".
UGO Networks enumeró a Chica Ardilla como una "mujer que nos da vergüenza el estar atraídos" y pusieron a Chica Ardilla como una de los más cuestionables superhéroes de lista D que todavía amaban de todos modos. Ben PerLee de GameZone ha citado que Chica Ardilla fue uno de los personajes que querría ver en Marvel vs. Capcom 3 como contenido de descarga.
IGN ha mostrado una reacción positiva a su aparición en el cómic más conocido de "Nuevos Vengadores" citando "...el volumen [15] recorre un largo camino para pintarla como un ser humano más descarnado con deseos reales. Bendis no ha encontrado una voz absolutamente única para ella todavía, pero independientemente, es bueno verla ofreciendo algo más que un alivio cómico."